# 1942 en musique
| \| • Retour à la chronologie générale de la musique populaire • \| |
| XXIe siècle • XXe siècle • XIXe siècle • XVIIIe siècle XVIIe siècle • XVIe siècle • XVe siècle • XIVe siècle XIIIe siècle • XIIe siècle • XIe siècle • Xe siècle IXe siècle • VIIIe siècle • Haut Moyen Âge • Rome • Grèce |
| • Retour à la chronologie générale de la musique populaire • |

| • Retour à la chronologie générale de la musique populaire • |

| Années de la musique populaire : 1939 - 1940 - 1941 - 1942 - 1943 - 1944 - 1945    |
| Décennies de la musique populaire : 1910 - 1920 - 1930 - 1940 - 1950 - 1960 - 1970 |

Cet article présente les faits marquants de l'année 1942 en musique.

## Évènements
- Le musicien de jazz américain Glenn Miller reçoit le premier disque d'or[Quand ?].
- Fondation du label américain de jazz Savoy Records[Quand ?].
- 13 mai : Le Figaro consacre son éditorial au swing.
- Octobre[Quand ?] : Sarah Vaughan (18 ans) remporte le concours pour chanteur amateur de l’Apollo Theater de Harlem.
- Décembre[Quand ?] : Premier récital personnel de Frank Sinatra à New York.

## Principaux albums de l'année
- 6 mai : Publication de la chanson White Christmas d'Irving Berlin.
- 30 juillet : Dernier enregistrement de Frank Sinatra avec l'orchestre de Tommy Dorsey.

## Succès de l'année enFrance
- Maurice Chevalier chante La Marche de Ménilmontant
- Lucienne Delyle enregistre Mon amant de Saint-Jean
- Novembre : André Raimbourg, futur Bourvil, débute chez Carrère.

## Naissances
- 3 janvier : Marty Balin, chanteur américain, membre fondateur du groupe de rock psychédélique Jefferson Airplane
- 4 février : José Cid, chanteur, pianiste et compositeur portugais
- 9 février : Carole King, chanteuse de soul américaine et compositrice avec son mari Gerry Goffin
- 28 février : Brian Jones, guitariste et multi-instrumentiste des Rolling Stones († 3 juillet 1969).
- 2 mars :
  - Lou Reed, chanteur et songwriter américain, membre du groupe de rock The Velvet Underground († 27 octobre 2013).
  - Luc Plamondon, compositeur canadien.
- 25 mars : Aretha Franklin, chanteuse auteure-compositrice américaine († 16 août 2018).
- 8 avril : Roger Chapman, chanteur britannique, membre du groupe de rock progressif Family.
- 15 avril : Allan Clarke, chanteur britannique du groupe de pop The Hollies.
- 19 avril : Alan Price, musicien britannique, membre du groupe de rock The Animals.
- 24 avril : Barbra Streisand, chanteuse américaine.
- 5 mai : Tammy Wynette, chanteuse américaine de country music († 6 avril 1998).
- 12 mai : Michel Fugain, chanteur compositeur et interprète français.
- 3 juin : Curtis Mayfield, chanteur et musicien américain de soul music († 26 décembre 1999).
- 10 juin : Chantal Goya, chanteuse et comédienne française née à Saïgon en Indochine.
- 18 juin : Paul McCartney, parolier, compositeur, chanteur et bassiste britannique, membre des Beatles.
- 20 juin : Brian Wilson, chanteur du groupe de rock américain The Beach Boys († 11 juin 2025).
- 24 juin : Mick Fleetwood, batteur britannique, membre du groupe de rock Fleetwood Mac.
- 26 juin :
  - Gilberto Gil, chanteur et compositeur brésilien.
  - Larry Taylor, bassiste américain, membre du groupe de blues-rock Canned Heat.
- 27 juin : Jérôme Savary, metteur en scène français († 4 mars 2013).
- 10 juillet : Ronnie James Dio, chanteur et auteur-compositeur de heavy metal américain. († 16 mai 2010).
- 3 juillet :
  - Eddy Mitchell, chanteur de rock français, ancien membre des Chaussettes Noires.
  - Dr. Lonnie Smith, organiste de jazz américain.
- 13 juillet :
  - Roger McGuinn, chanteur et  guitariste américain, membre du groupe de rock The Byrds.
  - Stephen Jo Bladd, batteur américain, membre du groupe de rock J. Geils Band.
- 1er août : Jerry Garcia, chanteur et guitariste américain, leader du groupe de rock psychédélique Grateful Dead († 9 août 1995).
- 10 août : Agepê, chanteur brésilien. († 30 août 1995).
- 3 septembre : Al Jardine, guitariste américain, membre du groupe pop The Beach Boys († 16 février 1985).
- 29 septembre : Jean-Luc Ponty, violoniste de jazz français.
- 30 septembre : Dewey Martin, batteur américain, membre du groupe de rock Buffalo Springfield.
- 31 octobre : Alí Primera, auteur-compositeur-interprète vénézuélien.
- 11 novembre : Juan Pardo, chanteur espagnol.
- 27 novembre : Jimi Hendrix, guitariste américain († 18 septembre 1970).
- 8 décembre : Bobby Elliott, batteur britannique, membre du groupe de pop The Hollies.
- 12 décembre :Gérard Filipelli,chanteur et acteur du groupe Les Charlots.
- 17 décembre : Paul Butterfield, chanteur et harmoniciste de blues américain, leader du groupe Paul Butterfield Blues Band († 4 mai 1987).
- 30 décembre : Michael Nesmith, guitariste américain, membre du groupe de pop The Monkees.
- 31 décembre : Andy Summers, guitariste britannique, membre du groupe The Police.

## Principaux décès
- 2 mars : Charlie Christian, guitariste de jazz, à New York.